# Модлібожиці
Модлібожиці (пол. Modliborzyce) — місто у східній Польщі, розташоване на Білгорайській рівнині. Належить до Янівського повіту Люблінського воєводства. Центр однойменної гміни.
З 1631 по 1869 роки мало статус міста. Впродовж 1975–1998 років адміністративно належало до Тарнобжезького воєводства. З 1 січня 2014 року відновлено статус міста.